# Illit
Illit (en hangul, 아일릿; romanización revisada, aillit) (estilizado como ILLIT) es un grupo surcoreano formado en 2023 por Belift Lab, subsidiaria de Hybe, a través del programa de supervivencia de JTBC R U Next?. El grupo debutó oficialmente en 2024, y está compuesto por cinco miembros: Yunah, Minju, Moka, Wonhee e Iroha.

## Nombre

Logo oficial de Illit.

El nombre I'll-It (previamente) fue presentado durante la transmisión en vivo del último episodio de R U Next? En el episodio, se explicó que el nombre «representa escoger tu propio verbo para ponerlo entre I'll y It», lo cual transmite la capacidad de las miembros para actuar y tomar decisiones de forma independiente.

## Historia

### 2023–2024: Actividades de predebut y formación a través deR U Next?
El programa de JTBC R U Next? tuvo diez episodios, los cuales fueron emitidos del 30 de junio al 1 de septiembre de 2023,  en el que concursaron 22 participantes para debutar en un grupo de seis miembros bajo Belift Lab, siendo el primer grupo femenino de la agencia, y el tercer grupo femenino en debutar en Hybe tras Le Sserafim y NewJeans. En el último episodio tuvo lugar la formación de las seis miembros del grupo, dos elegidas por el público y cuatro seleccionadas por los productores de la agencia. La alineación final, compuesta por Wonhee, Youngseo, Minju, Iroha, Moka, y Yunah, fue revelada al final del programa. El 5 de enero de 2024, Belift Lab anunció que Youngseo estaría abandonando el grupo. Previamente, Youngseo y Belift Lab discutieron las actividades futuras de ella y de su grupo y decidieron terminar su contrato por mutuo acuerdo, por lo que Illit quedó como un grupo de cinco miembros.

### 2024–presente: Debut conSuper Real Me
El 13 de febrero, Belift Lab confirmó que ILLIT debutará en marzo. El 21 de febrero, se confirmó de nuevo que ILLIT debutará el 25 de marzo con su primer EP, que cuenta con la participación del CEO de Hybe Bang Si-hyuk como productor del álbum. El 26 de febrero, la agencia anunció el nombre del primer EP de ILLIT, Super Real Me, con el inicio de los pedidos anticipados el mismo día del anuncio. El 28 de febrero, ILLIT hizo su primera aparición como grupo en el show de Acne Studios durante la Semana de la Moda de París, convirtiéndose en el primer artista de K-pop en aparecer en el evento antes de su debut oficial. La lista de canciones de Super Real Me fue revelada una semana después, el 9 de marzo, con «Magnetic» como sencillo principal. Un total de cuatro canciones, incluyendo «Magnetic», fueron lanzadas. Las otras tres canciones del álbum son «My World», «Midnight Fiction», y «Lucky Girl Syndrome». El teaser del video musical del sencillo debut «Magnetic», fue publicado el 22 de marzo.
«Magnetic» se convirtió en el primer sencillo debut de K-pop en entrar a la lista mundial de Spotify el mismo día de su lanzamiento. Ocho días después del debut de ILLIT, «Magnetic» entró a cuatro listas de Billboard de Estados Unidos.

## Imagen pública
En marzo de 2024, las miembros de Illit fueron elegidas como los nuevos rostros de la última campaña global SS24 de Acne Studios.

## Miembros
- Yunah (윤아)
- Minju (민주)
- Moka (모카)
- Wonhee (원희)
- Iroha (이로하)

## Discografía

### EP
| Título                                                                                 | Detalles | Posicionamiento en listas | Posicionamiento en listas | Posicionamiento en listas | Posicionamiento en listas | Posicionamiento en listas | Certificaciones | Ventas         |
| Título                                                                                 | Detalles | COR                       | EUA                       | EUA World                 | JPN                       | JPN Hot                   | Certificaciones | Ventas         |
| -------------------------------------------------------------------------------------- | --- | ------------------------- | ------------------------- | ------------------------- | ------------------------- | ------------------------- | --------------- | -------------- |
| Super Real Me                                                                          | - Lanzamiento: 25 de marzo de 2024 - Discográfica: Belift Lab, YG Plus - Formatos: CD, descarga digital, streaming   | 3                         | 93                        | 2                         | 3                         | 3                         | - KMCA: Platino | - COR: 686 851 |
| I'll Like You                                                                          | - Lanzamiento: 21 de octubre de 2024 - Discográfica: Belift Lab, YG Plus - Formatos: CD, descarga digital, streaming | 2                         | —                         | —                         | —                         | —                         |                 |                |
| Bomb                                                                                   | - Lanzamiento: 16 de junio de 2025 - Discográfica: Belift Lab, YG Lab - Formatos: CD, descarga digital, sreaming     | 1                         | —                         | 25                        | 2                         | 3                         |                 |                |
| «—» indica que el álbum no alcanzó posición alguna o no fue lanzado en ese territorio. | |                           |                           |                           |                           |                           |                 |                |

### Sencillos
| Título                                                                             | Año  | Posición más alta | Posición más alta | Posición más alta | Posición más alta | Posición más alta | Posición más alta | Posición más alta | Posición más alta | Posición más alta | Certificaciones | Álbum         |
| Título                                                                             | Año  | KOR               | KOR Songs         | AUS               | CAN               | EUA               | EUA World         | JPN Hot           | NZ                | RU                | Certificaciones | Álbum         |
| ---------------------------------------------------------------------------------- | ---- | ----------------- | ----------------- | ----------------- | ----------------- | ----------------- | ----------------- | ----------------- | ----------------- | ----------------- | --------------- | ------------- |
| «Magnetic»                                                                         | 2024 | 1                 | 1                 | 29                | 37                | 91                | 7                 | 3                 | 30                | 80                |                 | Super Real Me |
| «Cherish (My Love)»                                                                | 2024 | 22                | —                 | —                 | —                 | —                 | —                 | —                 | —                 | —                 |                 | I'll Like You |
| «Do the Dance» (빌려온 고양이)                                                     | 2025 | 24                | —                 | —                 | —                 | —                 | —                 | 26                | —                 | —                 |                 | Bomb          |
| «—» indica que el sencillo no alcanzó posición alguna o no fue lanzado en el país. |      |                   |                   |                   |                   |                   |                   |                   |                   |                   |                 |               |

### Otras canciones
| Título                                                                             | Año  | Posición más alta | Posición más alta | Posición más alta | Álbum         |
| Título                                                                             | Año  | COR               | COR               | JPN               | Álbum         |
| Título                                                                             | Año  | Circle            | Songs             | JPN               | Álbum         |
| ---------------------------------------------------------------------------------- | ---- | ----------------- | ----------------- | ----------------- | ------------- |
| «My World»                                                                         | 2024 | 153               | —                 | —                 | Super Real Me |
| «Lucky Girl Syndrome»                                                              | 2024 | 28                | —                 | 95                | Super Real Me |
| «Midnight Fiction»                                                                 | 2024 | 173               | —                 | —                 | Super Real Me |
| «—» indica que el sencillo no alcanzó posición alguna o no fue lanzado en el país. |      |                   |                   |                   |               |

## Videografía

### Videos musicales
| Título     | Año  | Director(es) | Ref.   |
| ---------- | ---- | ------------ | ------ |
| «Magnetic» | 2024 | DQM          | [ 35 ] |

## Filmografía

### Reality shows
| Año  | Título    | Notas                                                             | Ref.  |
| ---- | --------- | ----------------------------------------------------------------- | ----- |
| 2023 | R U Next? | Competición de reality show que determinó a las miembros de Illit | [ 2 ] |

### Web shows
| Año  | Título        | Notas                              | Ref.   |
| ---- | ------------- | ---------------------------------- | ------ |
| 2023 | I'll Like It! | Predebut reality show; 6 episodios | [ 36 ] |